# Mo Udall
Morris King "Mo" Udall, född 15 juni 1922 i St. Johns, Arizona, död 12 december 1998 i Washington, D.C., var en amerikansk demokratisk politiker. Han representerade delstaten Arizonas 2:a distrikt i USA:s representanthus 1961-1991. 
Udall kandiderade i demokraternas primärval inför presidentvalet i USA 1976 men han förlorade nomineringen mot Jimmy Carter. 

## Biografi
Fadern Levi Stewart Udall var chefsdomare i Arizonas högsta domstol. Mo Udall avlade 1949 juristexamen vid University of Arizona. I sin ungdom spelade Udall basket i Denver Nuggets.
Udalls bror Stewart, som representerade Arizonas 2:a distrikt i kongressen, blev 1961 utnämnd till USA:s inrikesminister. Mo Udall kandiderade i fyllnadsvalet och behöll mandatet i familjen.
Udall hade en bra chans mot Jimmy Carter i det viktiga primärvalet i Wisconsin i april 1976. Eftersom Udall länge ledde i rösträkningen, hann vissa tidningar utropa honom till det primärvalets segrare. När alla röster hade räknats, hade Carter vunnit i Wisconsin med en procentenhets marginal. Medan Udall ännu hade lett rösträkningen, hade han hunnit konstatera: "Oh, how sweet it is".
Udall diagnosticerades 1979 med Parkinsons sjukdom. Han lämnade representanthuset 1991 på grund av sjukdomen och han avled sju år senare.
Sonen Mark Udall representerade Colorado i USA:s senat 2009-2015.